# Station 's-Heer Arendskerke
Station 's-Heer Arendskerke is een voormalig station van de Zeeuwse Lijn tussen de huidige stations Goes en Arnemuiden. Het station van 's-Heer Arendskerke was open van 1 maart 1872 tot 15 mei 1938 en van 7 januari 1945 tot 1 september 1946. Het stationsgebouw was van het standaardtype "vijfde klasse" van de Staatsspoorwegen.